# Marek Kotlinowski
Marek Bolesław Kotlinowski (Gorlice, 13 de Maio de 1956) é um político da Polónia. Ele foi eleito para a Sejm em 25 de Setembro de 2005 com 9421 votos em 13 no distrito de Cracóvia, candidato pelas listas do partido Liga Polskich Rodzin.
Ele também foi membro da Sejm 2001-2005.